# Острувек (Ленчинський повіт)
Острувек (пол. Ostrówek) — село в Польщі, у гміні Пухачув Ленчинського повіту Люблінського воєводства.
Населення — 431 особа (2011).
У 1975-1998 роках село належало до Люблінського воєводства.

## Демографія
Демографічна структура станом на 31 березня 2011 року:
|          | Загалом | Допрацездатний вік | Працездатний вік | Постпрацездатний вік |
| -------- | ------- | ------------------ | ---------------- | -------------------- |
| Чоловіки | 214     | 49                 | 138              | 27                   |
| Жінки    | 217     | 42                 | 118              | 57                   |
| Разом    | 431     | 91                 | 256              | 84                   |